# Валтер Тобађи (Мантова)
Валтер Тобађи је насеље у Италији у округу Мантова, региону Ломбардија.
Према процени из 2011. у насељу је живело 21 становника. Насеље се налази на надморској висини од 45 м.